# Кнез императорске крви
Кнез императорске крви (рус. Князь императорской крови) је службена титула од 1886. године за далеке потомке руских императора (почевши од праунука, чукунунука...). Жене су носиле титулу кнегињице императорске крви (рус. Княжна императорской крови).
Титула је установљена на основу указа императора Александра III Александровича од 2. јула 1886. године. Указ је донесен с циљем да се ограничи број лица која имају право на титулу великог кнеза. На почетку 1880-их година, Руски императорски дом (потомство Николаја I Павловича) је био многобројан, а између осталог, сваки велики кнез је по закону требало да добија годишњу апанажу, посебне почасти, команду над војним одредима итд.
Титула је била уведена када је унук императора Николаја I Павловича, Константин Константинович, ступио у брак 1884. године. Његов прворођени син Иван Константинович је рођен 1886. године и први је добио титулу кнеза императорске крви с титулом височанства.